# Bolbocerastes regalis
Bolbocerastes regalis är en skalbaggsart som beskrevs av Cartwright 1953. Bolbocerastes regalis ingår i släktet Bolbocerastes och familjen Bolboceratidae. Inga underarter finns listade.